# Talassemtane Nationalpark
Talassemtane Nationalpark er en nationalpark i Rif-regionen i det nordlige Marokko.
Den 589,5 km² store nationalpark blev oprettet i oktober 2004 for at bevare den sidste af Marokkos truede skove med spansk ædelgran. 
Parken indeholder også andre plantearter, der er endemiske for det spanske / Maghrebi biodiversitetshotspot, såsom den truede Atlascedertræ og Andalusiske Belladonna Atropa baetica. Lammegrib og over 100 andre fuglearter er blevet observeret i parken.
Talassemtane er en del af det transkontinentale biosfærereservat i Middelhavet .
Parkens nærhed til den populære turistdestination, Chefchaouen, gør den til en populær vandredestination. Parkens højde spænder fra 350 til 1.050 meter over havet. 
Populære steder i parken er til Gudernes Bro en naturlig klippebro og landsbyerne El Kalaá og Akchour. 

## Verdensarvsstatus
Nationalparken blev i 1998 føjet til UNESCOs verdensarvstentativliste i naturkategorien. 